# KIKI-TABI〜2 Thousand Miles〜
KIKI-TABI〜2 Thousand Miles〜（キキタビ トゥー・サウザンド・マイルズ）は、JFN系列局で放送されていた紀行番組。放送基準日は毎週土曜 20:00 - 20:55。

## 概要
- 2002年10月から13年間続いた『YAJIKITA ON THE ROAD～耳で感じる旅番組～』(以下:前番組)の新タイトルによるリニューアル番組である。
- タイトルの「KIKI-TABI」(聞き旅)は様々な人の話を聞く旅、「2 Thousand Miles」(2000マイル)は日本列島のおおよその長さのことであり、タイトル全体で、日本列島を旅しながら、様々な人の話を聞くという番組コンセプトを表している。
- 毎回、特集する都道府県などのFMパーソナリティやJFNアナウンサーなどが旅人(リポーター)として登場し、訪れた場所でのリポートを放送しながら、随時コメントを挿入する編成となっている。前番組から引き続き、歌手の松本英子がナビゲーター(番組パーソナリティ)、JFNパーソナリティの井門宗之が番組プロデューサーを担当。
  - 松本英子は2017年3月24日放送分をもって番組を卒業。2017年4月からはドーキンズ英里奈がナビゲーターを務める。
- 「東海道新幹線こだまの旅」[1]「東京発どこ行くツアー」[2]のように、前番組から継続するシリーズ企画が存在する。
- 前番組と同様、公式ホームページでは、旅日記(写真と文字によるレポート)、旅動画(番組収録のダイジェスト動画[3])、ポッドキャスト(著作権の関係上、楽曲やBGMはカット)[4]が公開されている。
- 2015年12月26日(土曜日放送局の場合)の放送は、「行き当たりばったり無鉄砲ミステリーツアー in 八王子?」と題し、事前アポイントメントなし、台本なし、スタジオパートなしの全編ロケという放送形態をとった。このようなスタイルでの放送は前番組を含めても初の試みであった。
- 2023年3月の放送では、東日本大震災から、12年がたち、東北ロケで黒森神楽と、相馬双葉漁業協同組合の生産者にアポを取り、浜の駅　松川浦の開業をプロデュースしている人物にお話を伺った。

## 出演者
ナビゲーター
- ドーキンズ英里奈 (2017年4月1日 - 2020年6月27日) - 松本の後任。旅人を務めることもある。

旅人 (2019年5月現在)
- 井門宗之 - 番組プロデューサーを兼務。松本およびドーキンズが旅人を務める放送回ではナビゲーターを担当。
- 荒井沙織
- おだしずえ
- 小堺翔太
- 小林千鶴
- 佐藤千晶
- 安田美香 - シリーズ企画「江戸落語と歩く、東京下町さんぽ」においては、高座名の『鹿鳴家春々』名義で進行を行う。
- 村田綾
- 棚橋麻衣
- 藤原恵子
- 宇佐美友紀
- 吉村民 - 当番組における歴史担当。
- 森藤恵美
- 柴田幸子
- 片桐千晶

過去のナビゲーター
- 松本英子 (2015年10月3日 - 2017年3月24日) - 前番組からの続投。旅人を務めることもあった。歌手活動に専念するため2017年3月に番組を卒業。
2018年9月22日・28日放送、12月1日放送(土曜日放送局の場合)に旅人として出演。

## ネット局
番組終了時のネット局。それぞれ放送時間の早い順から記載（放送日・時間が同じ場合は都道府県順に記載）。
★印は番組終了時、「radiko」（プレミアム含む）で聴取可能な放送局。

### 現在
| 放送対象地域   | 放送局名                                     | 放送時間               | 放送期間                                                   | 脚注                             |
| -------------- | -------------------------------------------- | ---------------------- | ---------------------------------------------------------- | -------------------------------- |
| 山形県         | エフエム山形（Rhythm Station）★              | 毎週土曜 11:00 - 11:55 | 2015年10月4日 - 2020年6月27日                              | [ 5 ]                            |
| 香川県         | エフエム香川（FM香川）★                      | 毎週土曜 11:00 - 11:55 | 2015年10月4日 - 2020年6月27日                              | [ 6 ]                            |
| 石川県         | エフエム石川（HELLO FIVE）★                  | 毎週土曜 12:00 - 12:55 | 2017年10月1日 - 2020年6月27日                              | [ 7 ]                            |
| 群馬県         | エフエム群馬（FM GUNMA）★                    | 毎週土曜 18:00 - 18:55 | 2019年4月6日 - 2020年6月27日                               | [ 8 ]                            |
| 島根県・鳥取県 | エフエム山陰（V-air）★                       | 毎週土曜 19:00 - 19:55 | 2015年10月3日 - 2020年6月27日                              |                                  |
| 青森県         | エフエム青森（AFB）★                         | 毎週土曜 20:00 - 20:55 | 2015年10月3日 - 2020年6月27日                              | 基準放送時間                     |
| 滋賀県         | エフエム滋賀（e-radio）★                     | 毎週土曜 20:00 - 20:55 | 2018年10月6日 - 2020年6月27日                              | 基準放送時間                     |
| 秋田県         | エフエム秋田（AFM）★                         | 毎週土曜 28:00 - 28:55 | 2019年10月5日 - 2020年6月27日                              | 先代のパーソナリティーの出身地。 |
| 群馬県         | エフエム群馬（FM GUNMA）★                    | 毎週日曜 8:00 - 8:55   | 2015年10月3日 - 2020年6月28日                              | ※先週放送したものを再放送。      |
| 山口県         | エフエム山口（FMY）★                         | 毎週日曜 8:00 - 8:55   | 2015年10月3日 - 2016年3月26日 2018年4月8日 - 2020年6月28日 | [ 10 ]                           |
| 福井県         | 福井エフエム放送（FM FUKUI）★                | 毎週日曜 19:00 - 19:55 | 2015年10月4日 - 2020年6月28日                              |                                  |
| 岐阜県         | 岐阜エフエム放送（FM GIFU）★                 | 毎週日曜 19:00 - 19:55 | 2015年10月3日 - 2020年6月28日                              | パーソナリティーの出身地。       |
| 徳島県         | エフエム徳島（FM TOKUSHIMA）                 | 毎週日曜 19:00 - 19:55 | 2015年10月4日 - 2020年6月28日                              | [ 12 ]                           |
| 大分県         | エフエム大分（Air-Radio FM88）★              | 毎週日曜 19:00 - 19:55 | 2015年10月4日 - 2020年6月28日                              |                                  |
| 三重県         | 三重エフエム放送（レディオキューブ FM三重）★ | 毎週日曜 28:00 - 28:55 | 2015年10月5日 - 2020年6月28日                              |                                  |
| 高知県         | エフエム高知（Hi-Six）★                      | 毎週日曜 28:00 - 28:55 | 2019年10月6日 - 2020年6月28日                              |                                  |

### 過去
| 放送対象地域 | 放送局名                      | 放送時間               | 放送期間                       | 脚注          |
| ------------ | ----------------------------- | ---------------------- | ------------------------------ | ------------- |
| 富山県       | 富山エフエム放送（FMとやま）★ | 毎週土曜 19:00 - 19:55 | 2015年10月3日 - 不明           |               |
| 福島県       | エフエム福島（ふくしまFM）★   | 毎週土曜 28:00 - 28:55 | 2016年10月2日 - 2019年9月28日  | [ 13 ]        |
| 岩手県       | エフエム岩手（FM IWATE）★     | 毎週日曜 19:00 - 19:55 | 2015年10月4日 - 2018年12月23日 | [ 14 ] [ 15 ] |
| 佐賀県       | エフエム佐賀（FMS）★          | 毎週水曜 20:00 - 20:55 | 2015年10月7日 - 2018年4月4日   |               |

## スペシャル企画
レギュラー放送終了後も、本番組の冠がついたスペシャル番組がこれまで5回放送されている。2021年以降は、東日本大震災の被災地である岩手・宮城・福島各県の太平洋岸各地を巡る旅を2週連続で放送している（ネット形態は局により異なる場合あり）。

### ネット局
全ての放送局で「radiko」（プレミアム含む）で聴取可能。
☆印はレギュラー放送で最終回まで放送した放送局、▲印は過去にレギュラー放送したことのある放送局。
『KIKI-TABIスピンオフ ～アバター井門くんが行く!秋の山陰、大山の魅力大捜索SP～』
この回の放送は、鳥取・大山をエフエム山陰アナウンサーの大坂愛が巡り、大坂のスマートフォンを「アバター井門」と称しリモート中継を行い、スタジオには井門とドーキンズがモニター越しにトークを行うスタイルを取っていた。
| 放送対象地域   | 放送局名                        | 放送時間      | 放送日         | 脚注         |
| -------------- | ------------------------------- | ------------- | -------------- | ------------ |
| 山形県         | エフエム山形（Rhythm Station）☆ | 11:00 - 11:55 | 2020年10月31日 |              |
| 青森県         | エフエム青森（AFB）☆            | 19:00 - 19:55 | 2020年11月1日  | 基準放送時間 |
| 秋田県         | エフエム秋田（AFM）☆            | 19:00 - 19:55 | 2020年11月1日  | 基準放送時間 |
| 群馬県         | エフエム群馬（FM GUNMA）☆       | 19:00 - 19:55 | 2020年11月1日  | 基準放送時間 |
| 福井県         | 福井エフエム放送（FM FUKUI）☆   | 19:00 - 19:55 | 2020年11月1日  | 基準放送時間 |
| 石川県         | エフエム石川（HELLO FIVE）☆     | 19:00 - 19:55 | 2020年11月1日  | 基準放送時間 |
| 岐阜県         | 岐阜エフエム放送（FM GIFU）☆    | 19:00 - 20:00 | 2020年11月1日  | 基準放送時間 |
| 島根県・鳥取県 | エフエム山陰（V-air）☆          | 19:00 - 19:55 | 2020年11月1日  | 基準放送時間 |
| 山口県         | エフエム山口（FMY）☆            | 19:00 - 19:55 | 2020年11月1日  | 基準放送時間 |
| 佐賀県         | エフエム佐賀（FMS）▲            | 19:00 - 19:55 | 2020年11月1日  | 基準放送時間 |
| 熊本県         | エフエム熊本（FMK）             | 19:00 - 19:55 | 2020年11月1日  | 基準放送時間 |
| 岡山県         | 岡山エフエム放送（FM OKAYAMA）  | 19:00 - 19:55 | 2020年11月8日  |              |
| 徳島県         | エフエム徳島（FM TOKUSHIMA）☆   | 19:00 - 19:55 | 2020年11月8日  |              |

『KIKI-TABI〜2 Thousand Miles〜 スペシャル それぞれの復興10年～再生へ歩み続ける東北を行く 岩手編』
| 放送対象地域   | 放送局名                         | 放送時間      | 放送日        | 脚注         |
| -------------- | -------------------------------- | ------------- | ------------- | ------------ |
| 山形県         | エフエム山形（Rhythm Station）☆  | 11:00 - 11:55 | 2021年3月6日  |              |
| 青森県         | エフエム青森（AFB）☆             | 19:00 - 19:55 | 2021年3月7日  | 基準放送時間 |
| 栃木県         | エフエム栃木（RADIO BERRY）      | 19:00 - 19:55 | 2021年3月7日  | 基準放送時間 |
| 群馬県         | エフエム群馬（FM GUNMA）☆        | 19:00 - 19:55 | 2021年3月7日  | 基準放送時間 |
| 石川県         | エフエム石川（HELLO FIVE）☆      | 19:00 - 19:55 | 2021年3月7日  | 基準放送時間 |
| 福井県         | 福井エフエム放送（FM FUKUI）☆    | 19:00 - 19:55 | 2021年3月7日  | 基準放送時間 |
| 長野県         | エフエム長野（FM NAGANO）        | 19:00 - 19:55 | 2021年3月7日  | 基準放送時間 |
| 岡山県         | 岡山エフエム放送（FM OKAYAMA）   | 19:00 - 19:55 | 2021年3月7日  | 基準放送時間 |
| 山口県         | エフエム山口（FMY）☆             | 19:00 - 19:55 | 2021年3月7日  | 基準放送時間 |
| 秋田県         | エフエム秋田（AFM）☆             | 19:00 - 20:00 | 2021年3月7日  | 基準放送時間 |
| 岐阜県         | 岐阜エフエム放送（FM GIFU）☆     | 19:00 - 20:00 | 2021年3月7日  | 基準放送時間 |
| 宮城県         | エフエム仙台（Date fm）          | 20:00 - 20:55 | 2021年3月7日  |              |
| 新潟県         | エフエムラジオ新潟（FM NIIGATA） | 19:00 - 19:55 | 2021年3月11日 |              |
| 島根県・鳥取県 | エフエム山陰（V-air）☆           | 18:00 - 18:55 | 2021年3月13日 |              |
| 岩手県         | エフエム岩手（FM IWATE）▲        | 19:00 - 19:55 | 2021年3月14日 |              |
| 富山県         | 富山エフエム放送（FMとやま）▲    | 19:00 - 19:55 | 2021年3月14日 |              |
| 佐賀県         | エフエム佐賀（FMS）▲             | 19:00 - 19:55 | 2021年3月14日 |              |

『KIKI-TABI〜2 Thousand Miles〜 スペシャル それぞれの復興10年～再生へ歩み続ける東北を行く 宮城編』
| 放送対象地域   | 放送局名                         | 放送時間      | 放送日        | 脚注         |
| -------------- | -------------------------------- | ------------- | ------------- | ------------ |
| 山形県         | エフエム山形（Rhythm Station）☆  | 11:00 - 11:55 | 2021年3月13日 |              |
| 徳島県         | エフエム徳島（FM TOKUSHIMA）☆    | 12:00 - 12:55 | 2021年3月13日 |              |
| 青森県         | エフエム青森（AFB）☆             | 19:00 - 19:55 | 2021年3月14日 | 基準放送時間 |
| 栃木県         | エフエム栃木（RADIO BERRY）      | 19:00 - 19:55 | 2021年3月14日 | 基準放送時間 |
| 福井県         | 福井エフエム放送（FM FUKUI）☆    | 19:00 - 19:55 | 2021年3月14日 | 基準放送時間 |
| 長野県         | エフエム長野（FM NAGANO）        | 19:00 - 19:55 | 2021年3月14日 | 基準放送時間 |
| 岡山県         | 岡山エフエム放送（FM OKAYAMA）   | 19:00 - 19:55 | 2021年3月14日 | 基準放送時間 |
| 山口県         | エフエム山口（FMY）☆             | 19:00 - 19:55 | 2021年3月14日 | 基準放送時間 |
| 秋田県         | エフエム秋田（AFM）☆             | 19:00 - 20:00 | 2021年3月14日 | 基準放送時間 |
| 岐阜県         | 岐阜エフエム放送（FM GIFU）☆     | 19:00 - 20:00 | 2021年3月14日 | 基準放送時間 |
| 宮城県         | エフエム仙台（Date fm）          | 20:00 - 20:55 | 2021年3月14日 |              |
| 新潟県         | エフエムラジオ新潟（FM NIIGATA） | 19:00 - 19:55 | 2021年3月18日 |              |
| 島根県・鳥取県 | エフエム山陰（V-air）☆           | 18:00 - 18:55 | 2021年3月20日 |              |
| 富山県         | 富山エフエム放送（FMとやま）▲    | 19:00 - 19:55 | 2021年3月28日 |              |

『KIKI-TABI〜2 Thousand Miles〜 スペシャル それぞれの復興11年～移住者たちが東北に刻む新たな一歩～』
| 放送対象地域   | 放送局名                        | 放送時間      | 放送日        | 脚注         |
| -------------- | ------------------------------- | ------------- | ------------- | ------------ |
| 山形県         | エフエム山形（Rhythm Station）☆ | 15:00 - 15:55 | 2022年3月11日 |              |
| 富山県         | 富山エフエム放送（FMとやま）▲   | 18:00 - 19:00 | 2022年3月13日 |              |
| 青森県         | エフエム青森（AFB）☆            | 19:00 - 19:55 | 2022年3月13日 | 基準放送時間 |
| 福島県         | エフエム福島（FMふくしま）▲     | 19:00 - 19:55 | 2022年3月13日 | 基準放送時間 |
| 栃木県         | エフエム栃木（RADIO BERRY）     | 19:00 - 19:55 | 2022年3月13日 | 基準放送時間 |
| 石川県         | エフエム石川（HELLO FIVE）☆     | 19:00 - 19:55 | 2022年3月13日 | 基準放送時間 |
| 福井県         | 福井エフエム放送（FM FUKUI）☆   | 19:00 - 19:55 | 2022年3月13日 | 基準放送時間 |
| 長野県         | エフエム長野（FM NAGANO）       | 19:00 - 19:55 | 2022年3月13日 | 基準放送時間 |
| 島根県・鳥取県 | エフエム山陰（V-air）☆          | 19:00 - 19:55 | 2022年3月13日 | 基準放送時間 |
| 山口県         | エフエム山口（FMY）☆            | 19:00 - 19:55 | 2022年3月13日 | 基準放送時間 |
| 秋田県         | エフエム秋田（AFM）☆            | 19:00 - 20:00 | 2022年3月13日 | 基準放送時間 |
| 岐阜県         | 岐阜エフエム放送（FM GIFU）☆    | 19:00 - 20:00 | 2022年3月13日 | 基準放送時間 |
| 宮城県         | エフエム仙台（Date fm）         | 20:00 - 20:55 | 2022年3月13日 |              |
| 岩手県         | エフエム岩手（FM IWATE）▲       | 12:00 - 12:55 | 2022年3月19日 |              |
| 群馬県         | エフエム群馬（FM GUNMA）☆       | 19:00 - 19:55 | 2022年3月19日 |              |
| 徳島県         | エフエム徳島（FM TOKUSHIMA）☆   | 19:00 - 19:55 | 2022年3月20日 |              |

『KIKI-TABI〜2 Thousand Miles〜 スペシャル それぞれの復興11年～東北沿岸・復興の酒めぐり～』
| 放送対象地域   | 放送局名                        | 放送時間      | 放送日        | 脚注         |
| -------------- | ------------------------------- | ------------- | ------------- | ------------ |
| 富山県         | 富山エフエム放送（FMとやま）▲   | 19:00 - 20:00 | 2022年3月13日 |              |
| 山形県         | エフエム山形（Rhythm Station）☆ | 11:00 - 11:55 | 2022年3月19日 |              |
| 青森県         | エフエム青森（AFB）☆            | 19:00 - 19:55 | 2022年3月20日 | 基準放送時間 |
| 福島県         | エフエム福島（FMふくしま）▲     | 19:00 - 19:55 | 2022年3月20日 | 基準放送時間 |
| 群馬県         | エフエム群馬（FM GUNMA）☆       | 19:00 - 19:55 | 2022年3月20日 | 基準放送時間 |
| 石川県         | エフエム石川（HELLO FIVE）☆     | 19:00 - 19:55 | 2022年3月20日 | 基準放送時間 |
| 福井県         | 福井エフエム放送（FM FUKUI）☆   | 19:00 - 19:55 | 2022年3月20日 | 基準放送時間 |
| 島根県・鳥取県 | エフエム山陰（V-air）☆          | 19:00 - 19:55 | 2022年3月20日 | 基準放送時間 |
| 山口県         | エフエム山口（FMY）☆            | 19:00 - 19:55 | 2022年3月20日 | 基準放送時間 |
| 秋田県         | エフエム秋田（AFM）☆            | 19:00 - 20:00 | 2022年3月20日 | 基準放送時間 |
| 岐阜県         | 岐阜エフエム放送（FM GIFU）☆    | 19:00 - 20:00 | 2022年3月20日 | 基準放送時間 |
| 岩手県         | エフエム岩手（FM IWATE）▲       | 12:00 - 12:55 | 2022年3月26日 |              |
| 宮城県         | エフエム仙台（Date fm）         | 20:00 - 20:55 | 2022年3月27日 |              |